# Ben Watson (Fußballspieler, Juli 1985)
Benjamin „Ben“ Watson (* 9. Juli 1985 in Camberwell) ist ein ehemaliger englischer Fußballspieler. Als Mittelfeldspieler war er vor allem für seine Zeit bei Crystal Palace und Wigan Athletic bekannt. Mit den „Latics“ gewann er in der Saison 2012/13 den FA Cup und besorgte im Finale selbst gegen den hohen Favoriten Manchester City den 1:0-Siegtreffer in der Nachspielzeit.

## Sportlicher Werdegang

### Crystal Palace
Watson wurde im Zentrum Londons in Camberwell geboren und durchlief die Jugendmannschaften von Crystal Palace, das im Süden der Hauptstadt beheimatet ist. Im Alter von nur 17 Jahren debütierte er am 8. April 2003 für den damaligen Zweitligisten gegen den FC Watford (0:1). Trotz der Niederlage gegen den stark ersatzgeschwächten Gegner – Watford schonte zahlreiche Leistungsträger aufgrund des anstehenden Pokalhalbfinals – hatte Watson einen ausreichend guten Eindruck bei Trainer Trevor Francis hinterlassen und durfte daher auch in den letzten vier Saisonpartien mitwirken. Zu Beginn der anschließenden Spielzeit 2003/04 schoss er Ende August 2003 beim FC Millwall sein erstes Tor. Vor allem in der ersten Saisonhälfte kam er häufiger zum Einsatz, pausierte dann jedoch zumeist, als es in die Schlussphase ging. Crystal Palace gelang über die Playoffs der Aufstieg in die Premier League und im Finale gegen West Ham United saß Watson auf der Ersatzbank. In seiner ersten (und letztlich für die „Eagles“ einzigen) Premier-League-Saison absolvierte er 21 Begegnungen, davon 16 von Beginn an, konnte sich aber weder in die Torschützenliste eintragen noch den direkten Wiederabstieg verhindern.
In den folgenden rund viereinhalb Jahren mauserte sich Watson zum Stammspieler und übertraf noch vor seinem 23. Geburtstag die 200-Einsätze-Marke.
Seine Stärken lagen dabei in der Mittelfeldzentrale vor allem als „Box-to-Box-Spieler“ zwischen den Strafräumen. Nach der Spielzeit 2005/06, in der er 42 von 46 Zweitligapartien bestritten hatte, wählen ihn die Anhänger des Vereins zum besten Jungspieler. Daraufhin unterschrieb er einen neuen Vertrag bis 2009. Da der ersehnte erneute Aufstieg nicht geschafft wurde, kam es vor Beginn der Saison 2008/09 zu der Situation, dass Watson zum Vertragsende ablösefrei hätte wechseln können. Crystal Palace bot ihm einen neuen Vertrag an, der ihn zum Spitzenverdiener im Verein mgeacht hätte. Watson lehnte das Angebot jedoch ab und auch eine Offerte von Nottingham Forest scheiterte an seinen (zu) hohen Gehaltsforderungen. Zudem hielten sich Gerüchte, dass Watson auf ein Angebot des heimischen Ligakonkurrenten Queens Park Rangers aus London wartete. Ein Transfer kam letztlich nicht zustande und so verblieb Watson bei Crystal Palace und schoss beachtliche fünf Tore in 18 Zweitligaspielen, bevor er sich im Dezember 2008 verletzte und in der Folge nicht mehr für die „Eagles“ spielte.

### Wigan Athletic
Ende Januar 2009 verdichteten sich die Anzeichen, dass Watson für zwei Millionen Pfund zum FC Middlesbrough, das in der Premier League gegen den Abstieg kämpfte, wechseln würde und er unternahm sogar bereits einen Medizincheck bei „Boro“. Kurz vor dem Abschluss schaltete sich der im Mittelfeld spielende Konkurrent Wigan Athletic hinzu und sicherte sich quasi „auf der Zielgeraden“ Watsons Unterschrift, nachdem die geforderten zwei Millionen auch dort in Aussicht gestellt worden waren. Bereits fünf Tage später debütierte er für die „Latics“ auswärts bei Aston Villa und das erste Tor folgte beim 2:1-Auswärtssieg Mitte März 2009 gegen den AFC Sunderland. Der sportliche Durchbruch in der höchsten englischen Spielklasse blieb ihm jedoch zunächst noch verwehrt und so wurde er Anfang September 2009 bis zum Jahresende an den Zweitligisten Queens Park Rangers ausgeliehen. Mit 16 Zweitligapartien war er dort sofort eine feste Größe, leistete sich aber auch in zwei aufeinanderfolgenden Partien im Oktober 2009 zwei gelb-rote Karten, was wiederum eine Sperre von zwei Spielen nach sich zog.
Nach dem Jahreswechsel wurde Watson im Februar 2010 ein weiteres Mal in die zweite Liga ausgeliehen, nunmehr bis zum Ende der Saison 2009/10 an West Bromwich Albion. Da Watson zwischen den Leihperioden für Wigan kein Premier-League bestritten hatte, strebte Watson nach einem Wechsel zu „West Brom“, da der Verein sich anschickte, selbst in die Premier League aufzusteigen. Die Lage änderte sich dann jedoch fundamental, als ihn die „Latics“ Anfang April 2010 „zurückbeorderten“. Wigans Trainer Roberto Martínez wollte damit primär nach den Ausfällen von Gary Caldwell und Hendry Thomas die Alternativen im Abstiegskampf stärken. Bereits im zweiten Spiel gegen den FC Arsenal sorgte Watson mit dem Anschlusstreffer zum 1:2 in der 80. Minute für die Wende, die nach 0:2-Rückstand noch in einen 3:2-Sieg gipfelte. Als Stammspieler bis zum Saisonende führte er den Klub zum Klassenerhalt. Einen dauerhaft festen Platz in der Mannschaft fand er dann erst ab Weihnachten 2010, wobei er nun mehr die Rolle eines zurückgezogenen Spielmachers einnahm. Dabei sorgte er mit formstarken Auftritten in der zweiten Hälfte der Saison 2010/11 dafür, dass der schon fast sichere Abstieg vor allem mit zwei Siegen in den letzten beiden Spielen abgewendet wurde. Im August 2011 unterzeichnete Watson bei Wigan Athletic einen neuen Dreijahrsvertrag.
Im November 2012 brach sich Watson nach einem Zweikampf mit Raheem Sterling vom FC Liverpool das rechte Bein und kehrte er im Mai 2013 zum 3:2-Auswärtssieg gegen West Bromwich Albion zurück.
Bei seinem erst dritten Spiel nach dem „Comeback“ feierte Watson sein Karriere-Highlight, als er im Endspiel des FA Cups, rund zehn Minuten nach seiner Einwechslung, in der Nachspielzeit gegen das favorisierte Manchester City zum 1:0-Siegtreffer einköpfte. Kehrseite der Medaille war jedoch kurz darauf der Abstieg als Drittletzter in der Premier League. Watson blieb in der Zweitligasaison 2013/14 dem Verein treu, brach sich aber Mitte Februar 2014 erneut das Bein und konnte so nichts mehr zum Ziel des Wiederaufstiegs beitragen, das Wigan letztlich über die Play-offs bereits im Halbfinale verspielte. Dessen ungeachtet unterschrieb er im Mai 2014 einen weiteren Einjahresvertrag in Wigan.

### FC Watford & Nottingham Forest
Nach zehn Pflichtspielen für Wigan ab November 2014 heuerte er Ende Januar 2015 beim Ligakonkurrenten FC Watford an, wodurch es Watsons Familie auch ermöglicht wurde, zurück in die Londoner Heimat zu ziehen. Über die Laufzeit des Engagements sowie eine mögliche Ablösesumme wurde Stillschweigen vereinbart. Nach einem spektakulären Debüt beim 7:2-Erfolg gegen den FC Blackpool absolvierte er noch 19 weitere Zweitligapartien und stieg mit dem Verein als Vizemeister in die Premier League auf. Als nunmehriger Stammspieler in Watfords Mittelfeld verpasste er nur drei von 38 Premier-League-Partien und schoss am 2. Januar 2016 gegen Manchester City (1:2) sein erstes Tor für die „Hornets“ per direkt verwandeltem Eckstoß. Ende Januar 2018 kam das Engagement zu einem Ende im Rahmen weitgehender Kaderumstrukturierungen, die Watsons Freistellung nach sich zog. Fünf Tage später fand sich mit dem Zweitligisten Nottingham Forest ein neuer Interessent, der Watson für insgesamt zweieinhalb Jahre verpflichtete.
Die gut zweieinhalb Jahre in Nottingham gestalteten sich wechselhaft. Nachdem er anfänglich regelmäßig zum Zug gekommen war, verschlechterte sich Watsons sportliche Perspektive im Verlauf der Saison 2018/19 unter Martin O’Neill, der ihm die Freigabe für einen Transfer erteilte. Nach dem Trainerwechsel zu Sabri Lamouchi war er wieder Schlüsselspieler und wurde als von diesem „Gehirn“ der Mannschaft geadelt. In der Spielzeit 2019/20 schoss er als Kapitän dazu seine einzigen drei Ligatore für Nottingham. Nach Ablauf der Vertragslaufzeit lehnte Watson einen neuen Vertrag bei „Forest“ ab, um wieder zurück zu seiner Familie in London zu ziehen.

### Charlton Athletic
Im September 2020 wurde Watson zur ersten Verpflichtung des Drittligisten Charlton Athletic, der kurz zuvor mit Thomas Sandgaard einen neuen Eigentümer bekommen hatte. Der Einjahresvertrag wurde im Juni 2021 nochmals um die Saison 2021/22 verlängert. In den zwei Jahren unter wechselnden Trainern wie Lee Bowyer, Johnnie Jackson und Nigel Adkins gelang der Sprung in die Zweitklassigkeit nicht und nach seiner Freistellung verkündete Watson im August 2022 den Rücktritt als Profispieler.

## Titel/Auszeichnungen
- Englischer Pokal (1): 2012/13